# Metropolitano de Sendai
O Metrô de Sendai é um sistema de metropolitano que serve a cidade japonesa de Sendai.